# Louisville Rebels
Die Louisville Rebels waren ein US-amerikanisches Eishockeyfranchise der International Hockey League aus Louisville, Kentucky. Die Spielstätte der Rebels war die Freedom Hall.

## Geschichte
Die Huntington Hornets aus der International Hockey League wurden 1957 von Huntington, West Virginia, nach Louisville, Kentucky, umgesiedelt und in Louisville Rebels umbenannt. Gleich in ihrer ersten Spielzeit erreichten die Louisville Rebels das Finale um den Turner Cup, in dem sie den Indianapolis Chiefs in der Best-of-Seven-Serie knapp mit 3:4 Siegen unterlagen. Im folgenden Jahr qualifizierten sie sich erneut für das Finale und gewannen zum ersten und einzigen Mal in der Zeit ihres Bestehens den Turner Cup, indem sie die Fort Wayne Komets mit 4:2 besiegten. Trotz anhaltend guter Leistungen und dem erneuten Erreichen der Playoffs wurde das Franchise der Louisville Rebels im Anschluss an die Saison 1959/60 nach nur drei Jahren wieder aufgelöst.

## Saisonstatistik
Abkürzungen: GP = Spiele, W = Siege, L = Niederlagen, T = Unentschieden, OTL = Niederlagen nach Overtime SOL = Niederlagen nach Shootout, Pts = Punkte, GF = Erzielte Tore, GA = Gegentore, PIM = Strafminuten
| Saison  | GP | W  | L  | T | OTL | SOL | Pts | GF  | GA  | Platz    | Playoffs                       |
| 1957–58 | 60 | 64 | 30 | 3 | —   | —   | 63  | 239 | 263 | 3., IHL  | Niederlage im Finale           |
| 1958–59 | 60 | 60 | 35 | 1 | —   | —   | 71  | 280 | 197 | 1., IHL  | Turner Cup                     |
| 1959–60 | 60 | 68 | 37 | 1 | —   | —   | 75  | 303 | 276 | 2., East | Niederlage in der ersten Runde |

## Team-Rekorde

### Karriererekorde
Spiele: 189  Grant Morton
Tore: 113  Eddie Dudych
Assists: 200  William Chalmers
Punkte: 298  William Chalmers
Strafminuten: 420  Ed Bartoli